# San Antonio de Flores (Choluteca)
San Antonio de Flores è un comune dell'Honduras facente parte del dipartimento di Choluteca.
Il comune è stato istituito nel 1881.